# Louis Étienne Watelet

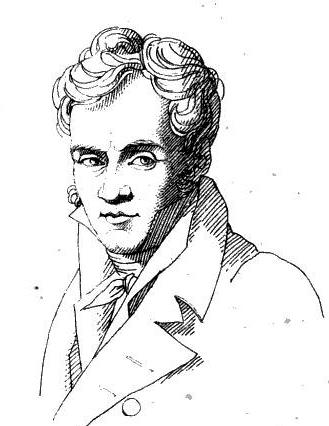
Louis Etienne Watelet, Zeichnung von J. M. N. Frémy nach einem Gemälde von Muneret, 1815

Louis Étienne Watelet (* 25. August 1780 in Paris; † 21. Juni 1866 ebenda) war ein französischer Maler.

## Leben
Watelet war der Sohn eines Pariser Kaufmanns und war zunächst für ein kaufmännische Ausbildung vorgesehen. Er interessierte sich für die Malerei und bewies schließlich soviel Talent, dass er die anfänglichen Schwierigkeiten diesen Beruf zu ergreifen überwand und sich das genaue Studium der Natur autodidaktisch zum Landschaftsmaler entwickelte. Anfangs dekorierte er seine Landschaften mit idyllischer und historischer Staffage, die er doch nicht teilweise durch andere hinzufügen ließ. Im Jahr 1810 erhielt er für ein Hirtengemälde (Hirten, die dem Pan Opfer darbringen) eine goldene Medaille. 1812 fertigte er ein Gemälde von Napoleons Ankunft im Schloss zu Ludwigsburg, und 1819 ein Gemälde von Heinrich IV. und dem Capitain Michaud im Wald von Ailas (die Figuren malte allerdings Ph. Lecomte): Auch dieses Werk wurde mit einer großen goldene Medaille ausgezeichnet. Obgleich diese Bilder gerühmt wurden, gilt erst die Zeit nach seiner Italienreise 1822 als seine Blütezeit. Diese Studienreise gab seinen Werken eine zunehmend naturalistische Richtung, welche er immer mehr ausbildete, freilich mit Bevorzugung einer poetisch-romantischen Stimmung. Er beeinflusste dadurch die Entwicklung der französischen Landschaftsmalerei in naturalistischem Sinn.
Für sein Werk Der See von Nemi wurde er 1824 von König Karl X. noch auf der Ausstellung im Louvre mit dem Orden der Ehrenlegion dekoriert. Ab 1824 erwarb der Herzog von Orleans, der spätere König Louis-Philippe, eine Ansicht des Parks von Neuilly und weitere seiner Bilder. Watelet fertigte auch zahlreiche Aquarelle mit Landschaften, Ansichten von Dörfern, Städten oder Schlössern. 1829 wurden seine Werke auch in Deutschland bekannt, als er zwei Bildnisse zu einer Ausstellung nach Berlin schickte. Eines zeigte eine herbstliche Landschaft mit Wasserfall und das andere eine von der Sonne beschienene Brücke über die Seine bei St. Germain-en-Laye. Er nahm auch später an Ausstellungen in Berlin teil und wurde 1832 zu Mitglied der königlich preußischen Akademie ernannt. Seine Vedutenmalerei wurde gerühmt.
Zu Watelets Schülern zählen Maler wie Claude-Félix-Théodore Aligny, Jules André, Paul Delaroche, Karl Wilhelm Pohlke oder Hermann Ludwig Seefisch.

## Werke (Auswahl)

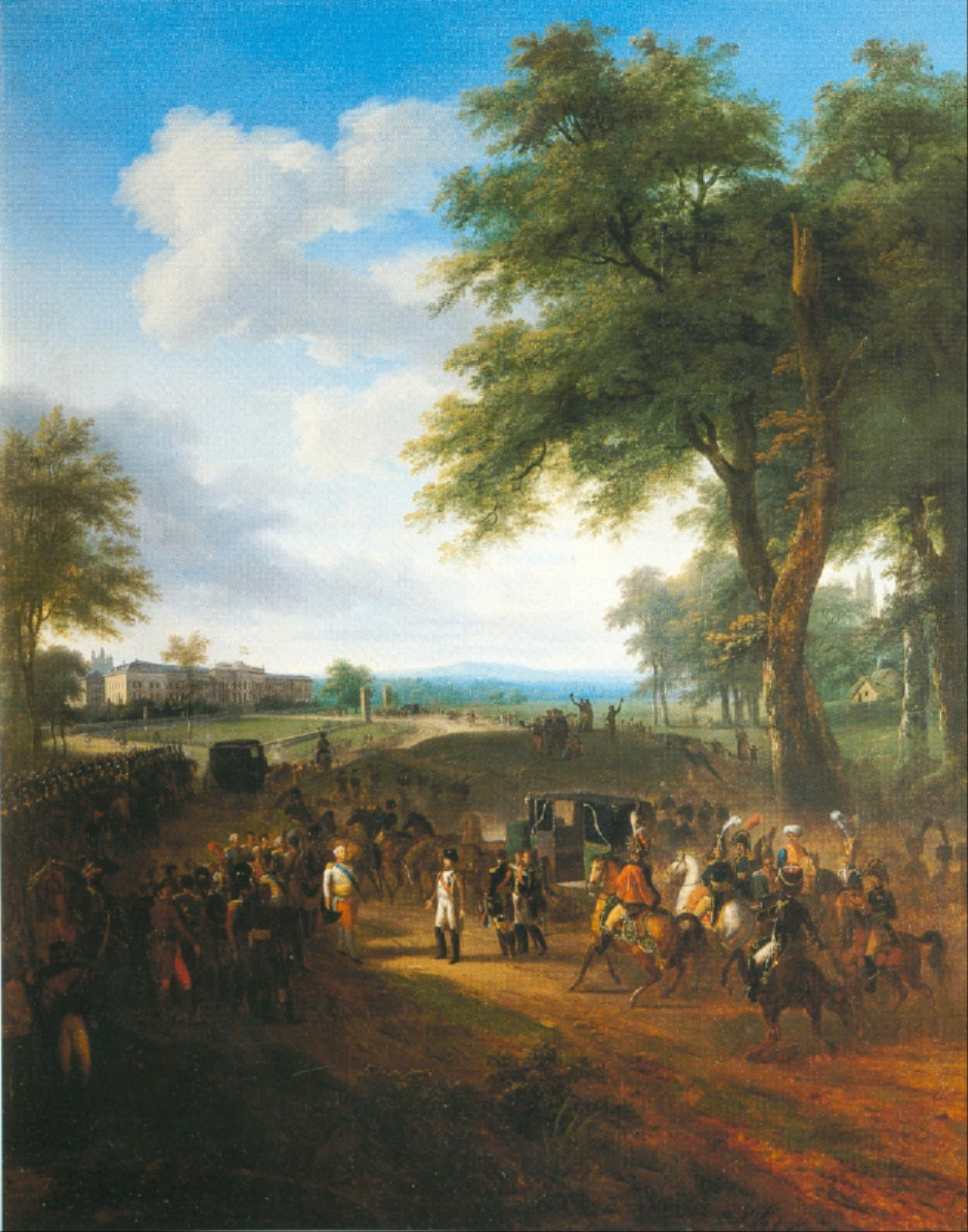
Empfang Napoleons in Ludwigsburg, 1811/1812
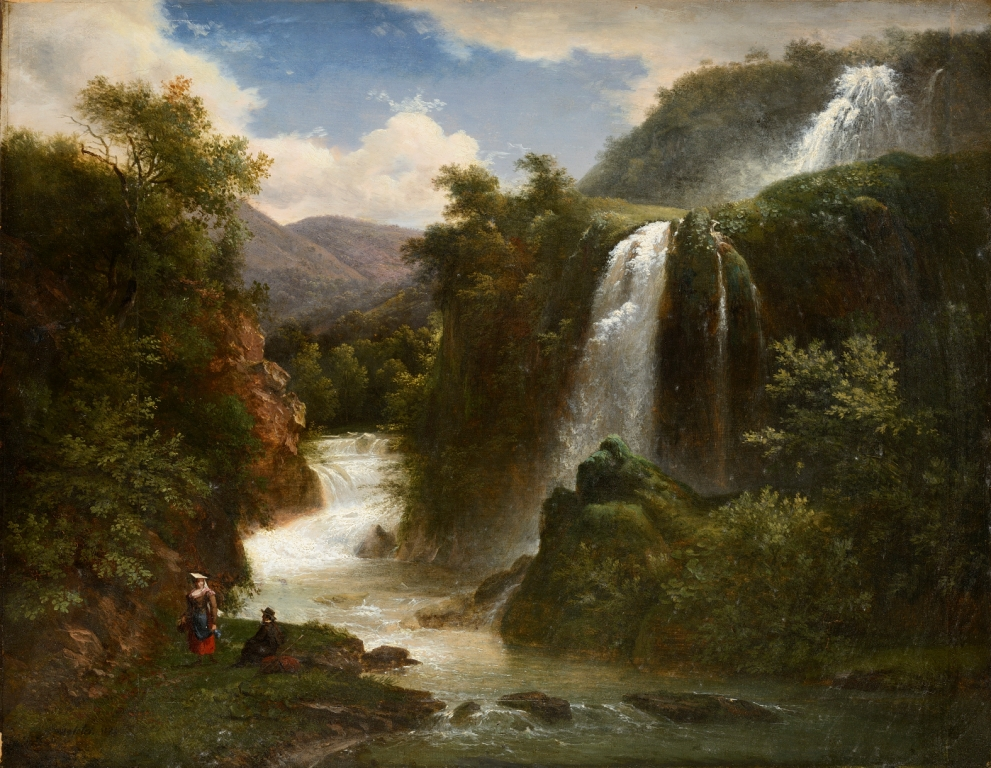
Die Wasserfälle von Tivoli, 1824

- 1812: Empfang Napoleons im Schloss Ludwigsburg
- 1824: Der See von Nemi und Die Wasserfälle von Tivoli
- 1835: Ein normannisches Dorf im Regen
- 1840: Das Tal von Gisors
- 1841: Tannengehölz in der Dauphiné